# 呉鐸根
呉 鐸根（オ・タックン、ご たくこん、大正10年（1921年）6月12日 - 2013年9月15日）は、韓国の政治家。元検察総長、法務部長官。
元財務部長官の千炳圭は姉妹の夫。元国会議員の金龍周の息子の1人（金武星の兄）は娘婿。

## 概要
1921年、慶尚北道義城にて出生。本貫は海州呉氏。1943年、明治大学法学部卒業（戦時下の繰り上げ卒業）。史上最年少で日本の高等文官試験（後の国家公務員Ⅰ種試験）に合格。1950年、大邱地検検事に着任して以降、累進し、検察総長、法務長官などを務めた。